# Aterrizaje forzoso (película)
Aterrizaje forzoso (título original: Nowhere to Land) es un telefilme estadounidense-australiano del género suspenso de 2000, dirigido por Armand Mastroianni, escrito por Matt Dorff, musicalizado por Louis Febre, en la fotografía estuvo Nino Gaetano Martinetti y los protagonistas son Jack Wagner, Christine Elise y James Sikking, entre otros. Este largometraje fue producido por Von Zerneck-Sertner Films y se estrenó el 12 de marzo de 2000.

## Sinopsis
Este largometraje trata acerca de un piloto que tiene que aterrizar un avión Boeing 747, al cual le han instalado un gas nervioso letal en su interior.